# RPMA
RPMA (acrònim anglès de Random phase multiple access, accés múltiple de fase aleatòria) és una tecnologia de comunicació sense fils que utilitza la codificació DSSS (Direct-Sequence Spread Spectrum) amb accesos múltiples. També incorpora control de potència en el transmissor i alta sensibilitat al receptor (-142dBm) amb un balanç d'enllaç de 172 dB.Aquesta tecnologia és similar a la utilitzada als sistemes de geolocalització GPS. RPMA pot ésser emprada en la Internet de les coses.

## Característiques
- RPMA és una tecnologia propietària de l'empresa ingenu.

- Codificació DSSS, on el senyal de dades original és multiplicat per una seqüència pseudoaleatòria, la qual cosa representa alta immunitat a interferències de senyals de banda estreta i encriptació implicita mercès a la seqüència desconeguda.[3]
- Transmissor amb control de potència i receptor amb alta sensibilitat.
- Freqüència de treball a la banda ISM lliure de 2,4 GHz
- La velocitat de transmissió de pujada és de 624 kbit/s i la de baixada de 156 kbit/s.
- Un punt d'accés RPMA té una cobertura de 300 milles quadrades (777 km²) equivalent a 30 estacions base.
- Prestacions similars als sistemes cel·lulars NB-IoT

## Comparativa
Comparativa amb altres tecnologies:
|                                  | RPMA         | Sigfox    | LoRA      | NB-IoT    |
| -------------------------------- | ------------ | --------- | --------- | --------- |
| Amplada de banda                 | 1 MHz        | 100 KHz   | 125 KHz   | 180 KHz   |
| Cobertura                        | 177 dB       | 149 dB    | 157 dB    | 164 dB    |
| Capacitat (dispositius/cèl·lula) | 80.000       | 50.000    | 40.000    | 280.000   |
| Vida amb bateria                 | > 10 anys    | > 10 anys | > 10 anys | > 10 anys |
| Velocitat transmissió (kbits/s)  | 624          | 0,1       | 0,29 a 50 | 250       |
| Full Duplex                      | Sí           | No        | No        | Sí        |
| Seguretat                        | AES 128 bits | 16 bits   | 32 bits   | 3GPP      |
| Escalabilitat                    | Alta         | Baixa     | Mitja     | Alta      |